# 一地雞毛
《一地雞毛》是中国導演馮小剛1995年执导的电视连续剧，根據作家劉震云的兩部中篇小說《單位》和《一地雞毛》改編。刘震云也担任这部电视剧的编剧，陈道明与徐帆担任男女主演。